# ミナス
ミナス（西: Minas）は、ウルグアイ南部の都市。ラバジェハ県の県都でもある。2004年時点の人口は3万7925人。ホセ・ヘルバシオ・アルティガス将軍を記念した「セロ・アルティガス」という大きな馬の記念碑は20世紀に建てられた。

## 地理
ミナスは丘陵地帯と盆地の中間に位置し、付近をサンフランシスコ川、カンペネロ川が流れる。モンテビデオの北東120kmにある。

## 歴史
パタゴニアに移住するのを嫌ったアストゥリアス州やガリシア州の移民が1783年に建設した。当初はビラ・デ・ラ・コンセプシオン・デ・ラス・ミナスという地名だった。元々は鉱山地帯に人口の集積地をつくりたかったモンテビデオ市長のホセ・ホアキン・デ・ビアナが1753年に建設を提案していた。市長はラファエル・ペレス・デル・プエルトに都市計画を依頼し、その区画が現在まで残っている。